# Brian Ireland
Pour les articles homonymes, voir Ireland.
Brian Ireland, né le 14 novembre 1980 à Dana Point en Californie est le batteur actuel du groupe Something Corporate. Il travaille actuellement sur le projet d'un ancien membre du groupe Something Corporate William Tell. Le 10 décembre 2006, il a annoncé qu'il rejoignait le groupe Streamline en tant que batteur.
Il participe dans au moins un film en tant qu'acteur. Dans Le Guépard de Shangra-Li, il apparaît dans le rôle d'un cycliste anglophone qui fait une chute et qui aide Cheval Sauvage en l'embarquant sur son vélo après que Cheval Sauvage l'a secouru.

## Discographie
- Ready... Break (2000, CD indépendant réalisé avec Something Corporate)
- Audioboxer (2001 réalisé avec Something Corporate)
- Leaving Through the Window (2002 réalisé avec Something Corporate)
- North (2003 réalisé avec Something Corporate)
- You Can Hold Me Down (batteur et producteur de l'album de William Tell)